# 阿拉贡联合王国
阿拉贡联合王国是一个复合君主国，同时也是指由阿拉贡王国及巴塞罗那伯国的君主统治的王国和地区的联邦。在14至15世纪，阿拉贡联合王国达到顶峰。此时它是具有制海权的国家，控制着西班牙东部、法国西南部以及远至希腊的地中海主要岛屿。除了在君主一级由国王统治，各个构成国的政治上并没有统一。每个王国具有自己的法律等一些权力。所以，阿拉贡联合王国和阿拉贡王国的区别在于后者是前者的一部分。1469年，阿拉贡王国和卡斯蒂利亞王国通过王朝婚姻联合。1516年，两位国王的女儿胡安娜一世和外孙卡洛斯一世母子名义上成为两国的共治国王，但胡安娜事实上被卡洛斯囚禁。尽管这时的西班牙是一个分散的国家，但领土巩固的过程已经完成，统一于唯一君主之下。1555年胡安娜驾崩，卡洛斯成为唯一君主。这使得在卡洛斯的儿子費利佩二世年间，收復失地運動完成。1716年，費利佩五世在西班牙王位继承战争中獲勝，加上新基本法令的颁布，西班牙王国得以建立。